# ASA

ASA (АСА) — з 1962 року італійський виробник автомобілів. Штаб-квартира розташована в Мілані. У 1967 році компанія припинила виробництво автомобілів.

## Заснування компанії
У 1958 році Енцо Феррарі дає команду своїм механікам побудувати проєкт, який би конкурував з малолітражними спортивними автомобілями, які випускав, наприклад, Abarth або Alfa Romeo.
Незабаром, навесні 1959 року, була готова 854-кубова 4-циліндрова машина, яку сконструював Джатта Біззарріні. Мотор вдавав із себе 1/4 від мотора, створеного Коломбо для Ferrari 250 V12. Трубчаста рама була побудована за типом того ж 250 Tessta Rossa, підвіска і дискові гальма всіх коліс були запозичені у Ferrari 250 GTE, машинка розвивала 75 к.с., що навіть за нинішніми мірками непогано.
Однак Енцо Феррарі чомусь вирішив не запускати її у виробництво, може, боявся втратити імідж виробника найкращих авто. Ходили чутки, що Енцо хотів передати виробництво своїх маляток то фірмі BMC (яка випускала його улюблені «Міні»), то збройовій компанії Armi Beretta, але факт, що в 1961 році на Туринській виставці на стенді фірми Bertone можна було побачити автомобіль, який називався Bertone Mille.
Під кузовом, який спроєктував Джорджетто Джужаро (який тоді працював у «Бертоне»), ховався мотор, який був розточений все тим-таки Біззарріні до 1032 см3. Цей 4-циліндровий двигун з одновальною головкою розвивав 91 к.с., що при вазі близько 800 кг дозволяло розганятися малятку до 180 км/год.
Тоді в 1962 році проєкт викуповує Оронцо Де Нора, глава фірми De Nora Electrochemical Group, він засновує фірму Autocostruzioni Societa per Azioni, або скорочено ASA, директором якої став його син — Ніколо. Для доведення автомобіля до розуму Ніколо Де Нора наймає Біззарріні, який вже до цього часу був звільнений своїм шефом. Він встановлює підвіску, ідентичну Ferrari 250 GTO (яку, до речі, і підготував до випуску).

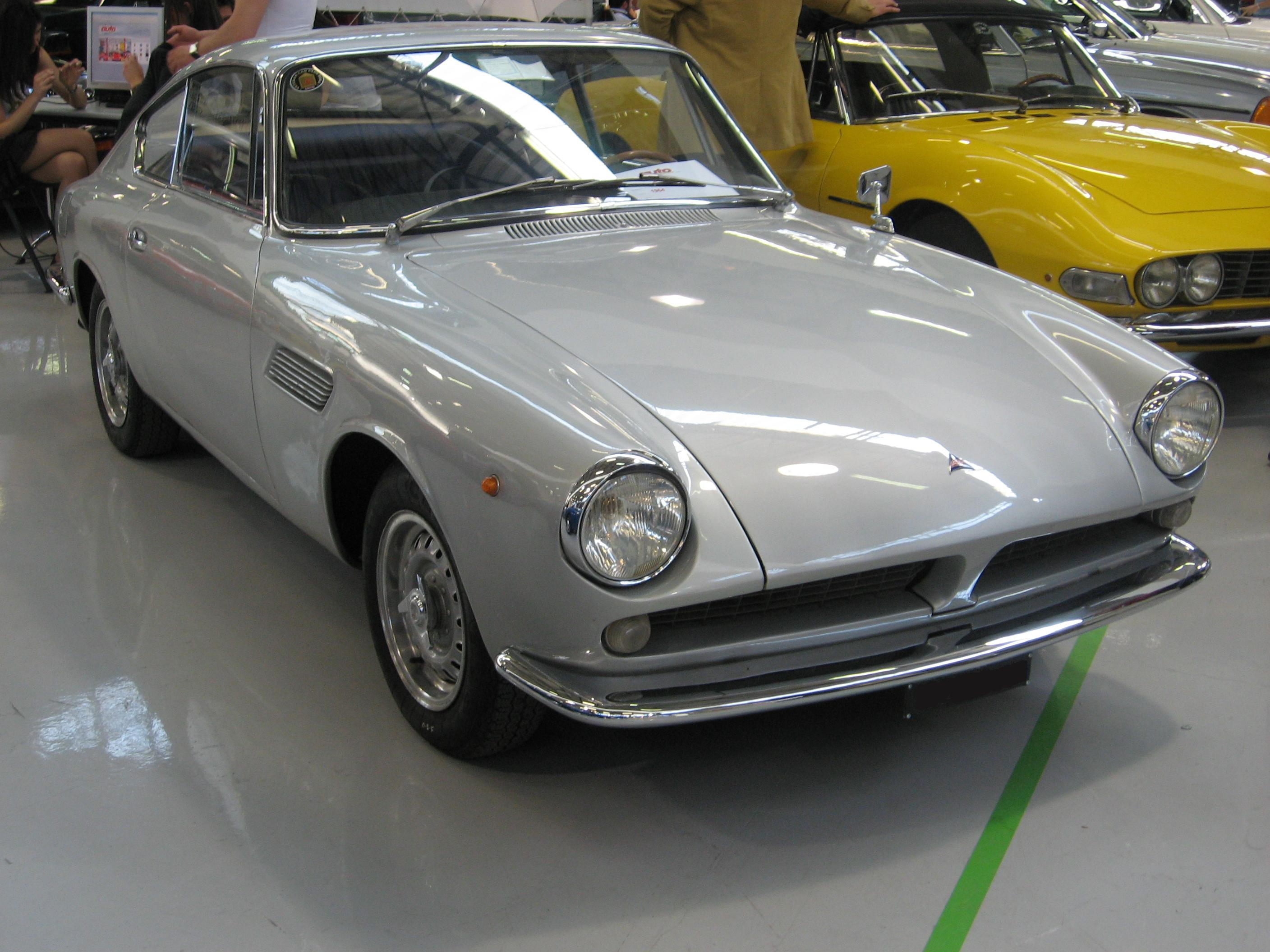
ASA 1000GT

Рівно через рік після прем'єри «Бертоне Мілле» був показаний автомобіль ASA 1000GT, зовні він відрізнявся від прототипу оформленням передньої частини, проте, як і минулого разу, кузов був побудований фірмою Bertone, шасі були поставлені компанією Marchesi, яка поставляла їх і для «Феррарі». Кузов був сталевий, але з алюмінієвим капотом і кришкою багажника.

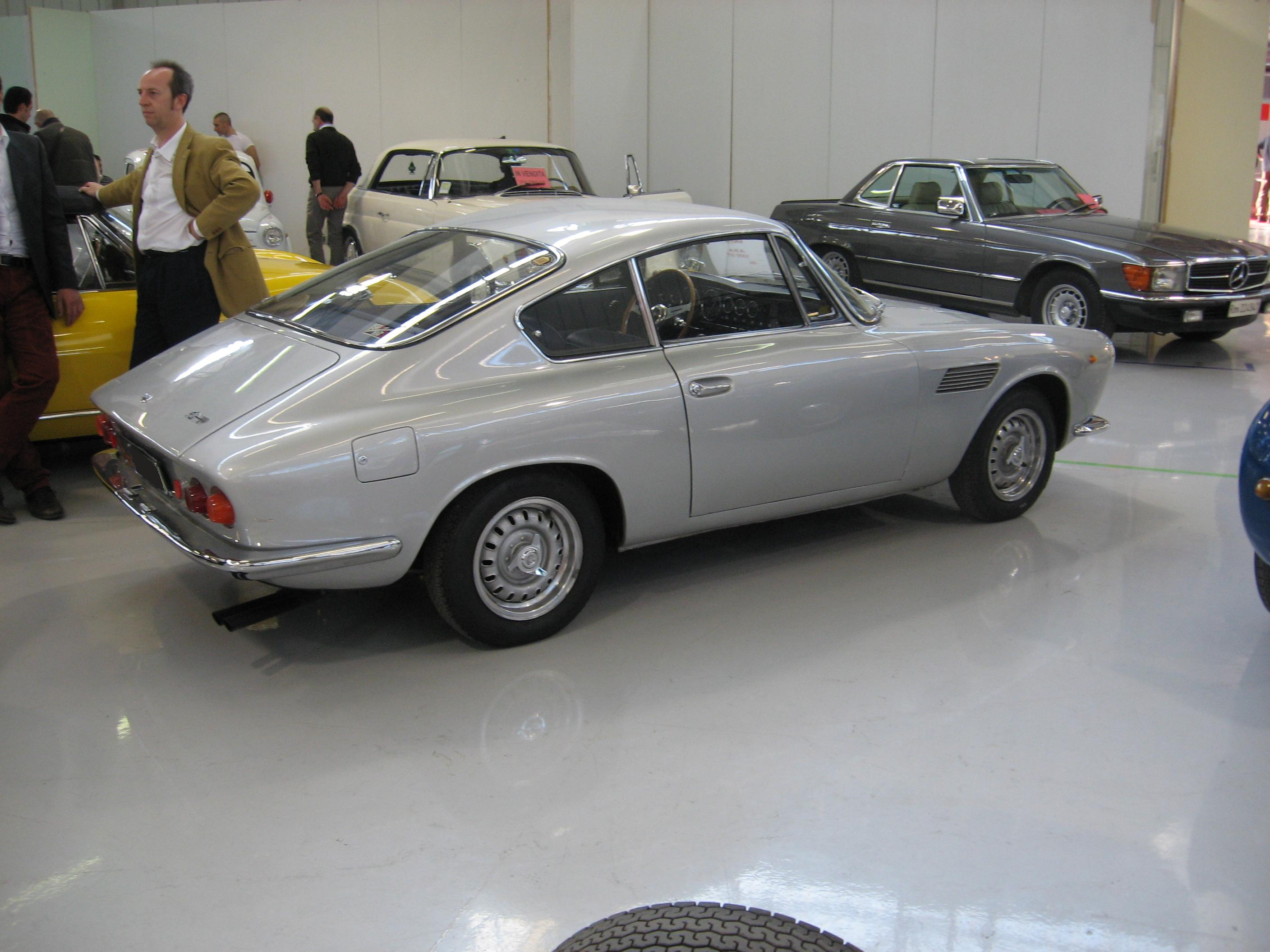
ASA 1000GT

Однак фірма все ще не починала виробляти автомобілі серійно, через рік, щоб не охолодити інтерес публіки, було побудовано два прототипи — 1000 Spyder і 1000GTC.
Перший мав склопластиковий кузов все з тією ж начинкою, а другий мав повністю алюмінієвий кузов, побудований фірмою Carrozzeria Sport Cars, але вже за ескізами Дрого, крім іншого, під капотом знаходився 995 cм3 мотор, його об'єм був зменшений, щоб було можливо брати участь у Ле-Мані в класі до 1 л. Проте машина так і не взяла участь в ній.

## Початок виробництва автомобілів

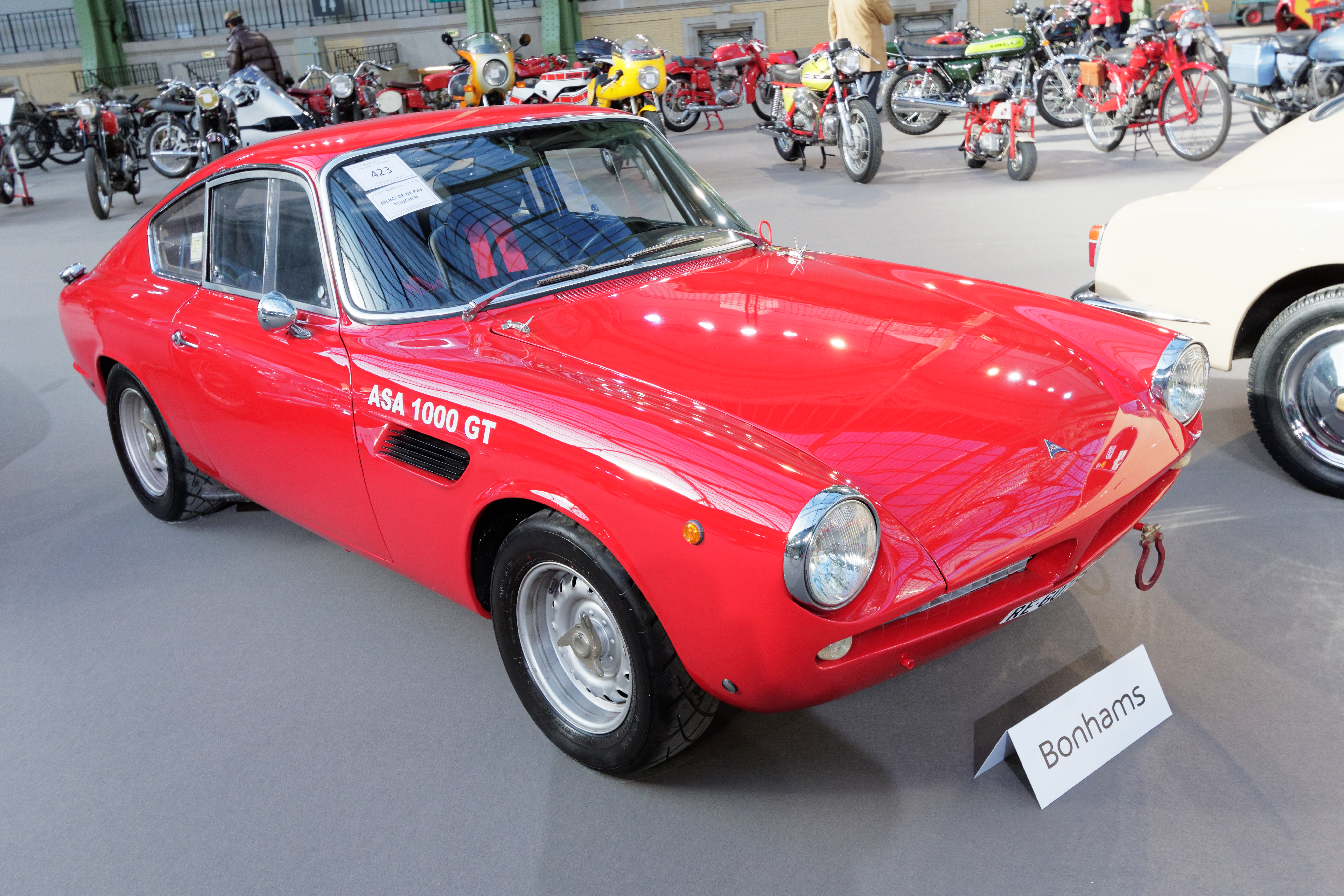
ASA 1000GT

Нарешті в 1964 році вдається налагодити серійний випуск цих автомобільчиків, який публіка прозвала Ferrarina (дитина «Феррарі»), проте старт був млявий, за весь рік вдалося реалізувати всього 52 автомобіля, після такого «успіху» «Бертоне» виходить з гри, і договір на поставку кузовів був встановлений з фірмою Ellena з Турину.
Основним чинником, який вплинув на такі продажі, — ціна автомобіля. У США, наприклад, ця 1 л машинка коштувала на чверть більше, ніж «Корвет Стінгрей 427».
У 1965 році дві машини машини беруть участь в гонках Тарга Флоріо, їх мотори збільшені в об'ємі до 1070 см3. На спортивних змаганнях вони займають третє і четверте місця в класі від 1 л і до 1.6 л. Натхнений цим успіхом, Ніколо дає вказівку підготувати легкосплавний кузов купе, на який, крім іншого, встановлюється плексигласове скло. Машина отримала назву 411 Berlinetta, їх продали всього 4 штуки.
Мотор був уже 1.1 л, а потужність дорівнювала 104 к.с.. Кузова поставляла фірма Corbetta, укупі все це при загальній масі в 710 кг дозволяло 1.1 л машинці розвивати 195 км/год, а розміняти першу сотню на спідометрі за фантастичні для того часу (для цього мотора) 12 секунд.
У тому ж 1965 році почалися продажі в США, які тривали до 1966 року, всього в Сполучені Штати було поставлено 33 автомобіля, продавалися вони через дилершипа Луїджі Чінетті, який торгував в США «Феррарі».
У 1966 році нарешті починаються продажі відкритої версії автомобіля — «Спайдер», проте їх виробництво виявилося вельми скромним, всього було виготовлено 6 автомобілів.
На Женевській автомобільній виставці 1966 року був показаний спортивний прототип 613RB, який мав 6-циліндровий мотор при об'ємі в 1.3 л і мав потужність 124 к.с., машина комплектувалася, на відміну від попередників, не 4-ступінчастою коробкою передач, а 5-, що дозволяло розвивати 210 км/год.
Всього з цим кузовом було побудовано 3 прототипи, один з яких оснащувався 4-циліндровим мотором 1.8 л і потужністю 150 к.с., цей автомобіль був побудований американській команді North American Racing Team, яка використовувала у своїй стайні італійські машини. 6-циліндрові ж апарати брали участь гонках Ле-Ман, правда, італійський екіпаж зійшов з 31 кола гонки через поломку зчеплення, а екіпаж американської команди, за кермом якої сиділи французи, потрапив в аварію на 50 колі, так що жодна машина не змогла себе показати на цих серйозних гонках.

## Припинення виробництва автомобілів. Закриття компанії
У 1967 році кузовобудівна фірма Ellena передає контракт на поставку кузовів фірмі Marazzi, яка знаходиться в Мілані. Однак, випустивши всього кілька автомобілів, фірма Autocostruzioni Societa per Azioni ліквідується, не вийшовши в рентабельність. Епопея з «бейбі-Феррарі» скінчилася виготовленням 104 шасі (для спортивної омологації треба було 100 примірників), правда, готових машин було побудовано всього 95, включаючи гоночні варіанти.

## Список автомобілів ASA
- 1964 — ASA 1000GT
- 1965 — ASA 411 Berlineta
- 1966 — ASA 1000 Spyder